# Блеъргоури анд Ратрей
Блеърго̀ури анд Ра̀трей (на английски: Blairgowrie and Rattray) е град, разположен в област Пърт анд Кинрос, Шотландия. Според преброяването на населението през 2011 г. населението му е 8954 души.

## Спорт

### Футболни клубове
- Блеъргоури

## Галерия

### Ден
- Централна част на града. През 2008 г.
- Военен паметник „Блеъргоури“, разположен в централния парк на града. През 2005 г.
- Методистка църква. През 2004 г.
- Евангелска църква. През 2004 г.
- Гимназия. През 2011 г.
- Супермаркет „Tesco“. През 2010 г.
- Ферма за производство на плодове в покрайнините на града. През 2007 г.

### Нощ
- Изглед над града.
- Украсено дърво по случай Коледа в центъра на града. През 2009 г.
- Украси по случай Коледа. През 2009 г.
- Супермаркет „Tesco“. През 2008 г.
- Ресторант. През 2009 г.